# Michael Morpurgo
Pour les articles homonymes, voir Morpurgo.
Œuvres principales
- Cheval de guerre, 1982
- Le Royaume de Kensuké, 1999
- Soldat Peaceful, 2003

Michael Morpurgo, né le 5 octobre 1943 à St Albans, en Angleterre, est un auteur britannique, notamment connu pour ses ouvrages de littérature d'enfance et de jeunesse souvent liés à des événements historiques.

## Biographie
À dix-huit ans, Michael Morpurgo entre à l'Académie royale militaire de Sandhurst. Il se destine tout d'abord à une carrière militaire, mais il  choisit finalement d'enseigner l'anglais. C'est pendant son enseignement qu'il découvre sa capacité à raconter des histoires. 
Il épouse à l'âge de vingt ans Clare Lane, la fille d'Allen Lane, fondateur des éditions Penguin Books, son premier éditeur. En 1978, ils s'installent dans le Devon dans un petit village près de Iddelsleigh pour exploiter une ferme, qu'il fait visiter aux enfants issus des quartiers défavorisés de la ville.
Michael Morpurgo publie son premier ouvrage en 1982 et est l'auteur d'une centaine de livres, traduits dans le monde entier. Il a également réécrit quelques-uns de ses romans pour les adapter au cinéma (Cheval de guerre, Le Jour des baleines).
Il se rend souvent dans des écoles ou des bibliothèques à la rencontre des enfants et des adultes. C'est son premier livre, Cheval de guerre, qui le rend célèbre.

## Œuvres
- (en) Long Way Home, 1975
- (en) Friend or Foe, 1977
- (en) Nine Lives of Montezuma, 1980
- (en) Miss Wirtles Revenge, 1981
- Cheval de guerre, 1986 ((en) War Horse, 1982)
- Le Trésor des O'Brien, 1999 ((en) Twist of Gold, 1983)
- Le Secret du renard, 2002 ((en) Little Foxes, 1984)
- Le Jour des baleines, 1990 ((en) Why the Whales Came, 1985)
- (en) Tom's Sausage Lion, 1986
- Le Roi de la forêt des brumes, 1992 ((en) King of the Cloud Forests, 1987)
- (en) Mossop's Last Chance, 1988
- (en) My Friend Walter, 1988
- Monsieur Personne, 1996 ((en) Mr. Nobody's Eyes, 1989)
- Anya, 1992 ((en) Waiting for Anya, 1990)
- (en) The Sandman and the Turtles, 1991
- L'année des miracles, 1999 ((en) The War of Jenkins' Ear, 1993)
- L'Ours qui ne voulait pas danser, 1997 ((en) The Dancing Bear, 1994)
- Le Roi Arthur, 1995 ((en) Arthur, High King of Britain, 1994)
- Le Naufrage du Zanzibar, 1994 ((en) The Wreck of the Zanzibar, 1995)
- Le Lion blanc, 2002 ((en) The Butterfly Lion, 1996)
- (en) The Ghost of Grania O'Malley, 1996
- Robin des bois, 1998 ((en) Robin of Sherwood, 1996)
- (en) Gullivers Travels, 1997
- Le Secret de grand-père, 2002 ((en) Farm Boy, 1997)
- (en) Arthur, High King of Britain - Excalibur, 1998
- (en) Camelot: The Last Days, 1998
- (en) Red Eyes at Night, 1998
- Tempête sur Shangri-La, 2001 ((en) Escape from Shangri-La, 1998)
- (en) Wartman, 1998
- Jeanne d'Arc, 2000 ((en) Joan of Arc, 1998)
- Le Royaume de Kensuké, 2000 ((en) Kensuke's Kingdom, 1999)
- Qui se cache derrière la reine noire ?, 2004 ((en) Black Queen, 2000)
- (en) Billy the Kid, 2000
- (en) Dear Olly, 2000
- (en) Out of the Ashes, 2001
- Toro ! Toro !, 2002 ((en) Toro! Toro!, 2001)
- (en) The Sleeping Sword, 2002
- (en) The Last Wolf, 2002
- (en) Mr Skip, 2002
- Cool !, 2004 ((en) Cool!, 2002)
- (en) Cool as a Cucumber, 2003
- Soldat Peaceful, 2004 ((en) Private Peaceful, 2003)
- Sire Gauvain et le Chevalier vert, 2005 ((en) Sir Gawain and the Green Knight, 2004)
- L'Étonnante histoire d'Aldolphus Tips, 2006 ((en) The Amazing Story of Adolphus Tips, 2005)
- L'Histoire de la licorne, 2018 ((en) I Believe in Unicorns, 2006)
- Seul sur la mer immense, 2008 ((en) Alone on a Wide Wide Sea, 2006)
- Beowulf, 2018 ((en) Beowulf, 2006)
- Plus jamais Mozart, 2008 ((en) The Mozart Question, 2007)
- (en) The Voices of Children, 2008
- Kaspar, le chat du Grand Hôtel, 2014 ((en) Kaspar Prince of Cats, 2008)
- (en) Cock-A-doodle-do, 2008
- (en) Pigs Might Fly!, 2008
- Enfant de la jungle, 2010 ((en) Running Wild, 2009)
- Loin de la ville en flammes, 2013 ((en) An Elephant in the Garden, 2010)
- Mauvais garçon, 2015 ((en) Not Bad for a Bad Lad, 2010)
- L'Histoire d'Aman, 2013 ((en) Shadow, 2010)
- (en) Little Manfred, 2011
- (en) Outlaw, 2012
- (en) Sparrow, 2012
- (en) A Medal for Leroy, 2012
- Le Mystère de Lucy Lost, 2015 ((en) Listen to the Moon, 2014)
- Un aigle dans la neige, 2016 ((en) An Eagle in the Snow, 2015)
- (en) The Fox and the Ghost King, 2016
- (en) Hee-Haw Hooray, 2017
- (en) Toto, 2017
- Le Jour où j'ai sauvé Wolgang Amadeus, 2019 ((en) Lucky Button, 2017)
- Le Don de Lorenzo, 2019 ((en) Flamingo Boy, 2018)
- Dans la gueule du loup, 2018 ((en) In the Mouth of the Wolf, 2018)
- Le Bonhomme de neige, 2019 ((en) The Snowman, 2018)
- (en) The Day the World Stopped Turnin, 2019
- Les Voyages extraordinaires d'Omar, 2020 ((en) Boy Giant, 2019)
- Un été à Ithaque, 2022 ((en) When Fishes Flew, 2021)
- (en) There Once is a Queen, 2022
- (en) Cobweb, 2024

## Prix et distinctions
Michael Morpurgo a obtenu de nombreux titres et récompenses en Grande-Bretagne et dans de nombreux autres pays. En Grande-Bretagne, il est un écrivain de jeunesse reconnu : il obtient en 1995 le Whitbread du meilleur ouvrage jeunesse pour Le Naufrage du Zanzibar illustré par François Place, et a été lauréat du Children's Laureate (un prix qui récompense un écrivain pour la jeunesse tous les deux ans) pour les années 2003 à 2005.
En France, il a été lauréat de cinq prix Sorcières dans plusieurs catégories et du prix Tam-Tam et, en Belgique, du prix ado-lisant.
Il est l'un des rares auteurs anglophones à avoir été fait chevalier des Arts et des Lettres en France.

### Quelques prix
- Prix Sorcières 1993, catégorie Roman pour Le Roi de la forêt des brumes illustré par François Place
- Beefeater Children’s Novel 1995 pour Le Naufrage de Zanzibar illustré par François Place
- Prix Sorcières 2000, catégorie Album pour La Sagesse de Wombat, illustrations de Christian Birmingham
- Children's book award 2000 pour Le Royaume de Kensuké, illustré par François Place
- Prix Sorcières 2001, catégorie Roman pour Le Royaume de Kensuké, illustré par François Place
- Prix Tam-Tam 2001 pour Le Royaume de Kensuké, illustré par François Place
- Children's Laureate 2003-2005 pour l'ensemble de son œuvre
- Prix Sorcières 2005, catégorie Roman pour Soldat Peaceful
- Prix Ado-Lisant 2006 pour Soldat Peaceful
- Grand prix des jeunes lecteurs 2012 pour Loin de la ville en flammes
- Prix Bernard Versele 2015 pour Mauvais garçon
- Prix Sorcières 2016, catégorie Roman pour Le Mystère de Lucy Lost

## Décorations
- Chevalier de l'ordre des Arts et des Lettres
- Ordre de l'Empire britannique à titre civil (OBE)

## Adaptations de son œuvre au cinéma
- 1989 : L'Île aux baleines, film britannique de Clive Rees, d'après son ouvrage Le Jour des baleines
- 2002 : Le roi de la forêt des brumes, court-métrage d'animation français de Jean-Jacques Prunès, d'après son ouvrage Le roi de la forêt des brumes (1993)
- 2011 : Cheval de guerre, film américain de Steven Spielberg, d'après son ouvrage Cheval de guerre (1982)
- 2023 : Le Royaume de Kensuké, film d'animation britanno-franco-luxembourgeois de Neil Boyle (en) et Kirk Hendry (en), d'après son ouvrage Le Royaume de Kensuké